# Llegada de huevos del gusano de seda al Imperio bizantino

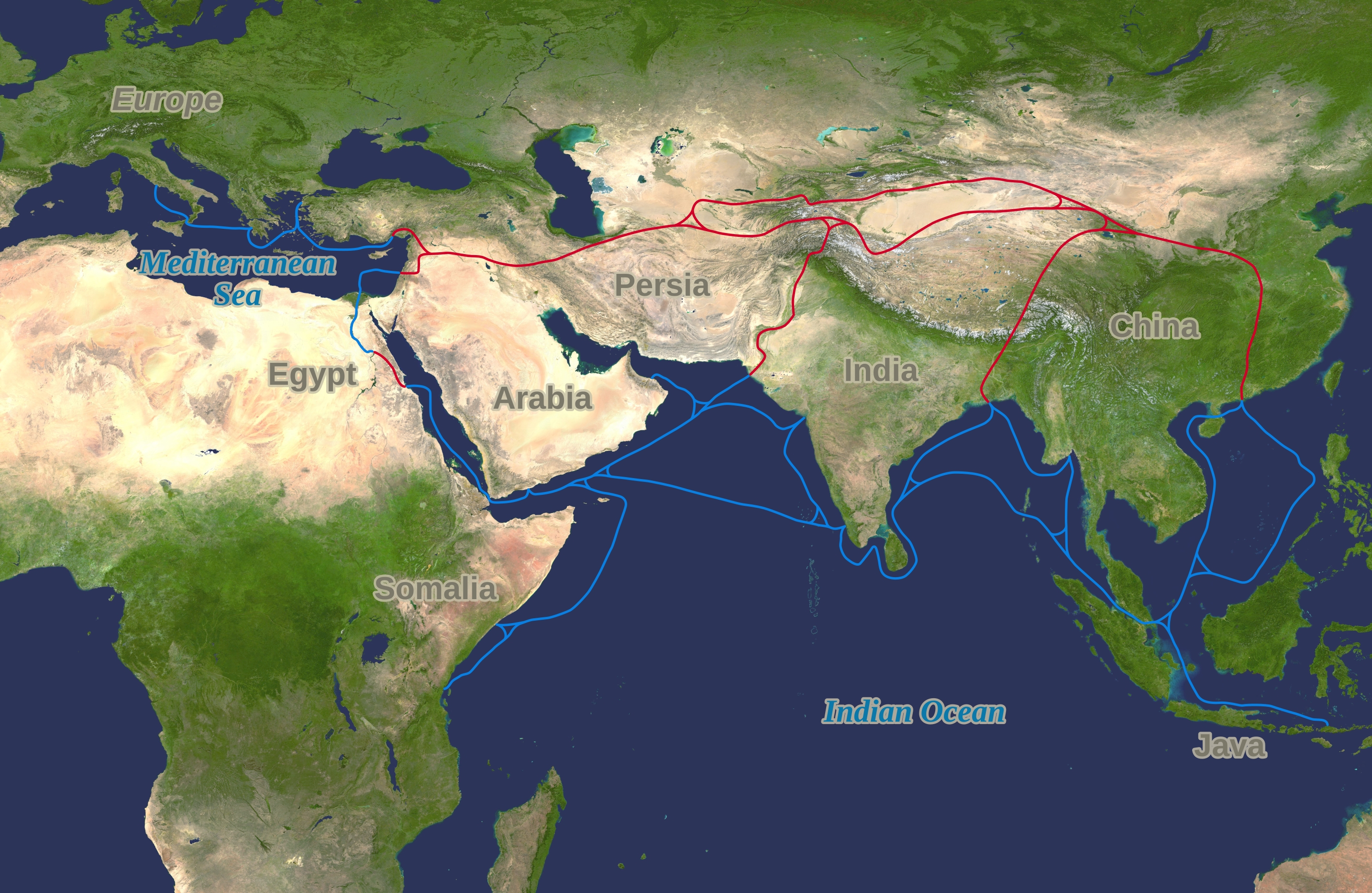
La Ruta de la Seda

La llegada de huevos del gusano de seda al Imperio bizantino se da a mediados del siglo VI, cuando dos monjes, con el apoyo del emperador bizantino Justiniano I, contrabandearon con éxito huevos de gusano de seda al Imperio bizantino, lo que llevó al establecimiento de una industria de seda bizantina. Esta adquisición de gusanos de seda de China permitió a los bizantinos tener el monopolio de la seda en Europa.

## Antecedentes

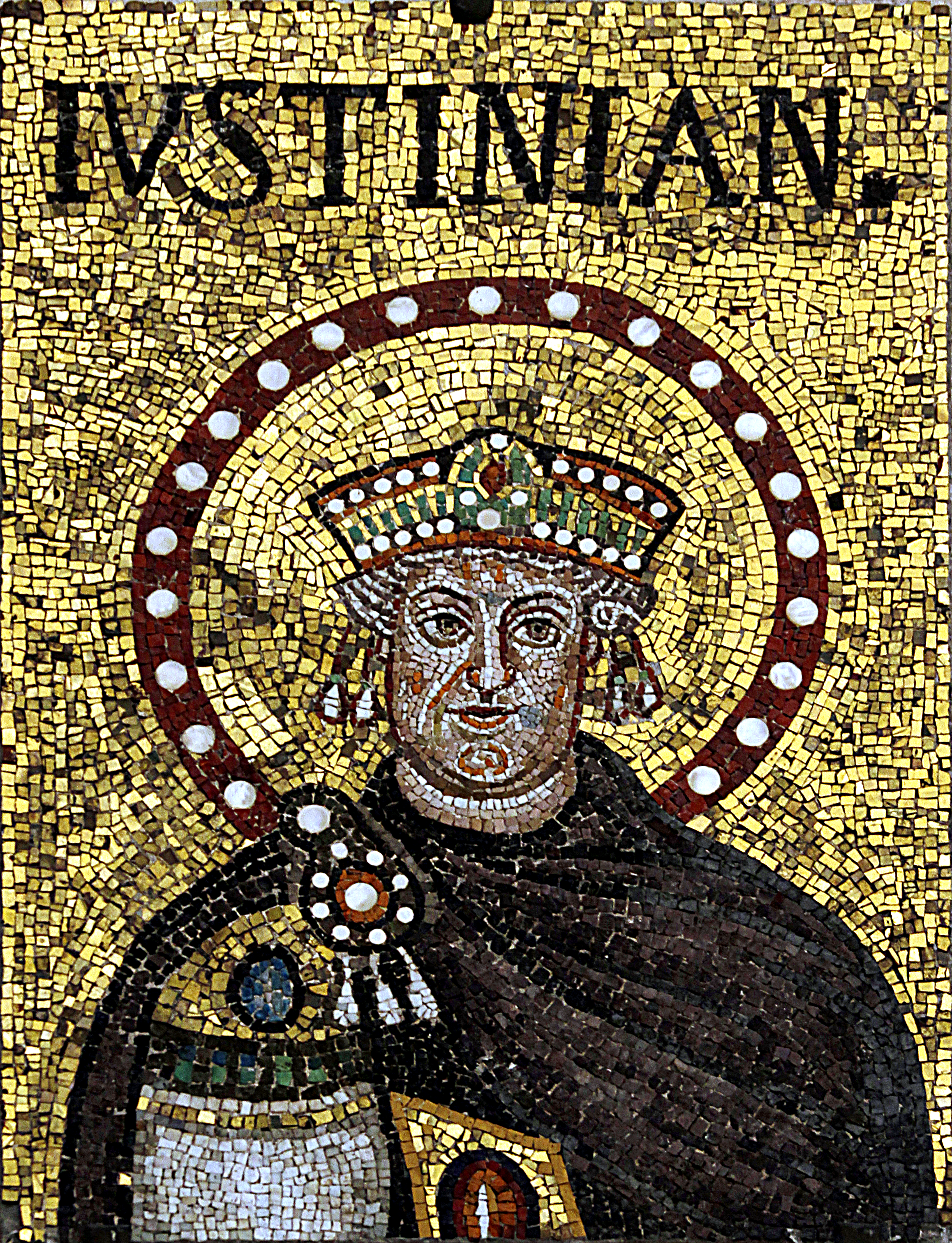
Mosaico de Justiniano I

La seda fue producida por primera vez en el IV milenio a. C. por los chinos. Esta era producto comercial valioso, a tal nivel que era lo que principalmente se comerciaba a lo largo de la Ruta de la Seda. En el siglo I a. C., hubo un flujo constante de seda al Imperio romano. Con el ascenso del imperio Sasánida y de las posteriores guerras romano-persas, la importación de seda a Europa se hizo cada vez más difícil y costosa. Los persas controlaban el comercio en su territorio y suspendían el comercio en tiempos de guerra. Por tal motivo, el emperador bizantino Justiniano I intentó crear rutas de comercio alternativas a través de la Sogdiana, que en ese momento se había convertido en un importante centro de producción de seda: una hacia el norte, a través de la península de Crimea; y uno al sur, a través de Etiopía. El fracaso de estos esfuerzos llevó a Justiniano I a buscar otra vía.

## La expedición

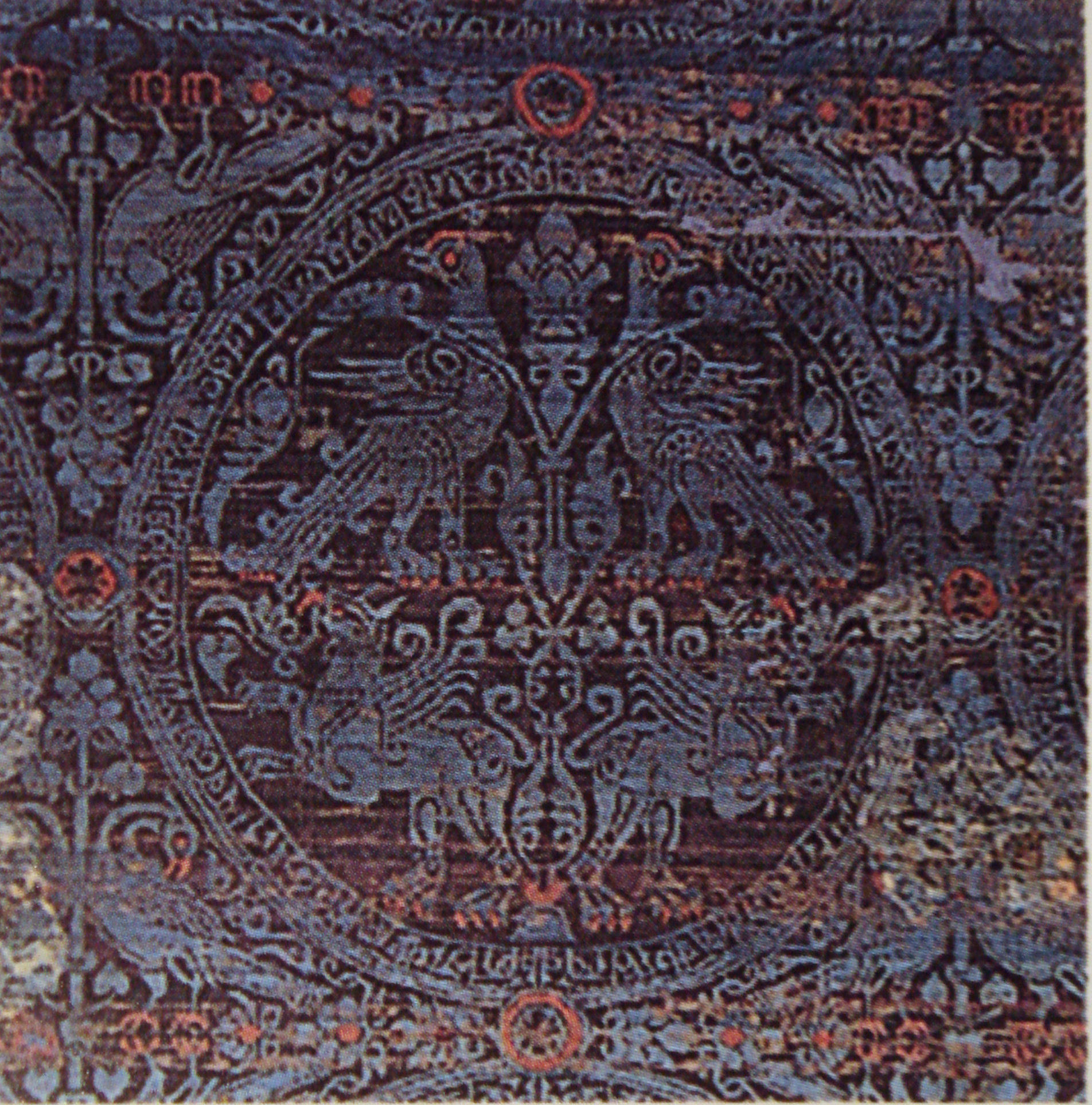
Seda bizantina

Dos monjes no identificados (es probable que hayan sido miembros de la Iglesia nestoriana) que habían estado predicando el cristianismo en la India (Iglesia del Este en India), viajaron a China en el 551. Mientras estaban en China, observaron los métodos intrincados de la cría de gusanos de seda y la producción de seda. Resultó una sorpresa, pues los bizantinos habían pensado previamente que la seda era hecha en la India. En el 552, los dos monjes buscaron a Justiniano I. A cambio de sus generosas pero desconocidas promesas, los monjes acordaron adquirir gusanos de seda de China. Ellos probablemente viajaron por una ruta norte a lo largo del mar Negro, llevándolos a través de la Transcaucasia y el mar Caspio.
Dado que los gusanos de seda adultos eran bastante frágiles y tenían que mantenerse constantemente a una temperatura ideal para que no se mueran, utilizaron sus contactos en Sogdiana para sacar huevos de gusano de seda o larvas muy jóvenes, que escondieron dentro de sus bastones de bambú. Se desconoce si los arbustos de morera, de los cuales se alimentan los gusanos de seda, fueron entregados a los monjes o importados al Imperio bizantino. En general, se estima que toda la expedición duró dos años.

## Impacto
Poco después de la expedición surgieron fábricas de seda en Constantinopla, Beirut, Antioquía, Tiro, y Tebas. Los gusanos de seda adquiridos permitieron que el Imperio bizantino tuviera un monopolio de la seda en Europa. La adquisición también rompió los monopolios de seda de China y Persia. El monopolio resultante fue muy importante para la economía bizantina durante los próximos 650 años hasta su desaparición en 1204. La ropa de seda, especialmente la teñida en púrpura imperial, estaban casi siempre reservada para la élite en Bizancio, y su uso fue codificado en leyes suntuarias. La producción de la seda en la región alrededor de Constantinopla, particularmente en Tracia, en Grecia norteña, ha continuado hasta el presente.